# Organismo anaerobio

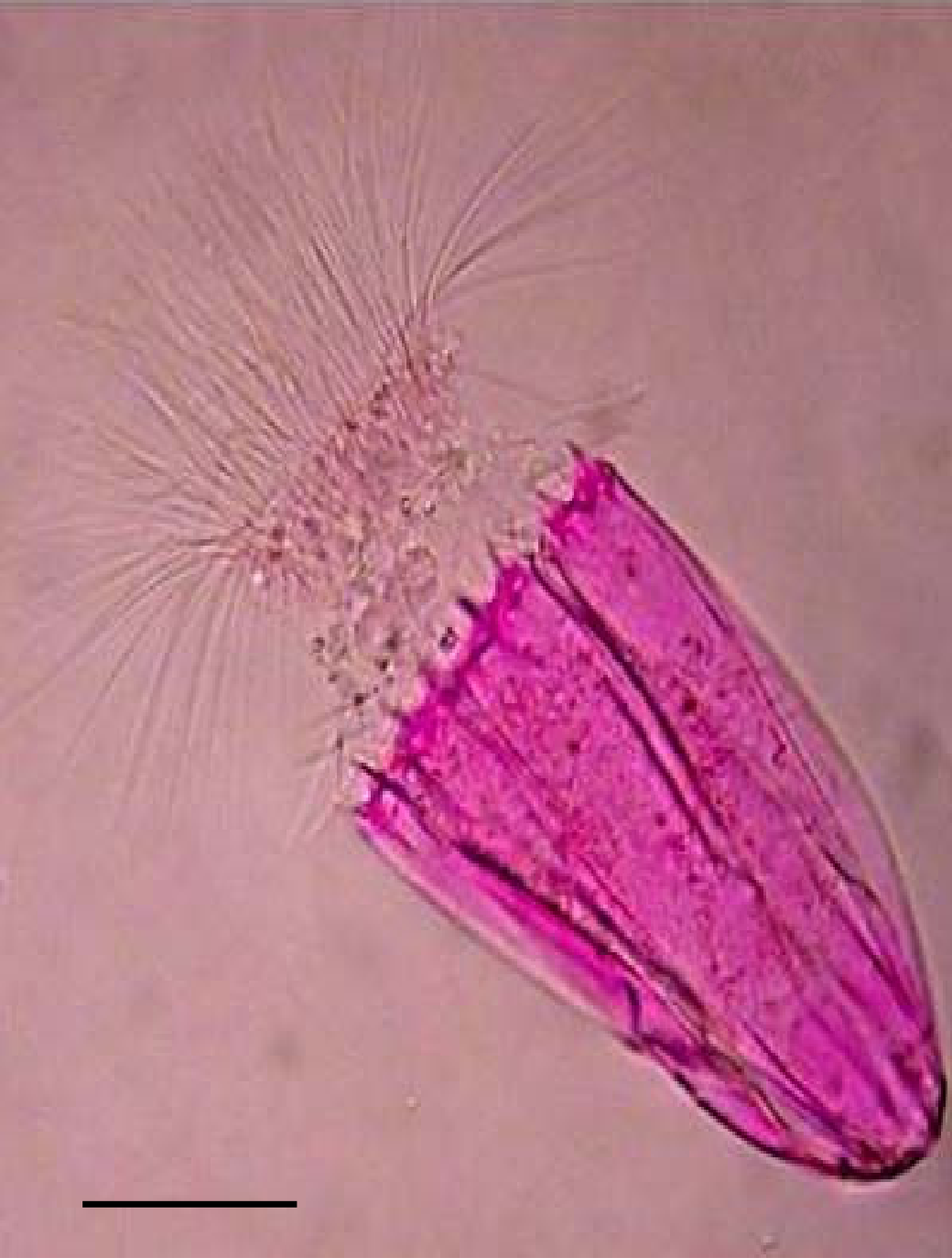
Spinoloricus cinziae, un metazoo que se metaboliza con hidrógeno, que carece de mitocondrias y en su lugar usa hidrogenosomas.

Los organismos anaerobios o anaeróbicos son aquellos que no utilizan oxígeno (O2) en su metabolismo. En general, hay dos tipos de organismos anaerobios, por un lado, están los que utilizan la respiración anaerobia, es decir, los que usan una cadena de transporte de electrones en su metabolismo, y por otro lado, los fermentativos que dependen de la fermentación para la obtención de energía.
En la respiración anaerobia, el aceptor final de electrones es otra sustancia diferente del dioxígeno. Si se utiliza una molécula orgánica (piruvato, acetaldehído, etc.) se trata de metabolismo fermentativo; si el aceptor final es una molécula inorgánica distinta del dioxígeno (sulfato, carbonato, etc.) se trata de respiración anaeróbica. El concepto se opone al de organismo aerobio, en cuyo metabolismo se usa el dioxígeno como aceptor final de electrones. También son anaerobios los microorganismos que no poseen respiración (sin cadena de transporte de electrones) y que por lo tanto deben recurrir a la fermentación o al parasitismo, tal como sucede con los nanorganismos (nanoarqueas y bacterias enanas)

## Tipos de metabolismos anaerobios

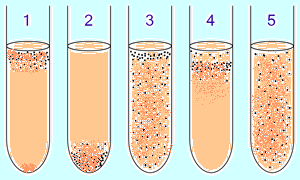
Las bacterias aeróbicas y anaeróbicas se pueden identificar cultivándolas en tubos de ensayo de caldo de tioglicolato:
1: Los aerobios obligados necesitan oxígeno porque no pueden fermentar ni respirar anaeróbicamente. Se reúnen en la parte superior del tubo donde la concentración de oxígeno es más alta.
2: Los anaerobios obligados son envenenados por el oxígeno, por lo que se reúnen en el fondo del tubo donde la concentración de oxígeno es más baja.
3: Los anaerobios facultativos pueden crecer con o sin oxígeno porque pueden metabolizar energía aeróbica o anaeróbicamente. Se reúnen principalmente en la parte superior porque la respiración aeróbica genera más trifosfato de adenosina (ATP) que la fermentación o la respiración anaeróbica.
4: Los microaerófilos necesitan oxígeno porque no pueden fermentar ni respirar anaeróbicamente. Sin embargo, están envenenados por altas concentraciones de oxígeno. Se reúnen en la parte superior del tubo de ensayo, pero no en la parte más superior.
5: Los organismos aerotolerantes no requieren oxígeno ya que metabolizan energía anaeróbicamente. A diferencia de los anaerobios obligados, sin embargo, no son envenenados por el oxígeno. Se pueden encontrar distribuidos uniformemente por todo el tubo de ensayo.

En la práctica hay tres categorías de organismos a los que se puede llamar anaerobios:
Estrictos u obligados
No pueden vivir o desarrollarse con la presencia de oxígeno.
Aerotolerantes
No pueden usar oxígeno para crecer pero toleran su presencia.
Facultativos
Microorganismos aeróbicos que usan oxígeno si lo hallan, pero pueden desarrollarse en su ausencia, por medio de procesos de fermentación.

## Metabolismo energético
Algunos anaerobios obligados usan la fermentación, mientras que otros usan la respiración anaeróbica. Los organismos aerotolerantes son estrictamente fermentativos. En presencia de oxígeno, los anaerobios facultativos usan respiración aeróbica; sin oxígeno, algunos de ellos fermentan; algunos usan respiración anaeróbica.

### Fermentaciones
La mayoría de los organismos  anaerobios utilizan la fermentación para obtener energía química. Existen diferentes tipos de fermentación en función de la ruta metabólica utilizada. Así, se denomina fermentación alcohólica a aquella en la que se genera etanol, fermentación láctica a la que genera ácido láctico,  fermentación ácido-mixta a la que produce ácido láctico, etanol y ácido propiónico, y fermentación butírica a la que genera el ácido butírico.

### Respiraciones anaeróbicas
Algunos microorganismos realizan un proceso metabólico conocido como respiración anaeróbica que, a pesar de no utilizar oxígeno, es completamente diferente de las fermentaciones. En la respiración anaeróbica existe una cadena de transporte de electrones análoga a la de la respiración aeróbica, pero el aceptor final de electrones no es el oxígeno sino otra molécula, generalmente inorgánica, como: SO2−
4, NO−
3 o CO
2.